# جیاناو
جیاناو (به لاتین: Jian'ou) یک county-level city در جمهوری خلق چین است که در نانپینگ واقع شده‌است.

## خصوصیات
جیاناو  ۴۵۲٬۱۷۴ نفر جمعیت دارد.